# Cita en Granada
Cita en Granada es una película musical francés realizada por Richard Pottier en 1951 y protagonizada por Luis Mariano.

## Ficha técnica
- Realizador: Richard Pottier
- Guionista: Gérard Carlier
- Diálogos: André Tabet
- Decoraciones: Paul-Louis Boutié
- Disfraces: Casa-Ángel Schlicklin
- Fotografía: André Germain
- Música de la película: Francis Lopez
- Montaje: Christian Gaudin
- Productor: Lucien Masson, Roger Ribadeau-Dumas
- Sociedades de producción: Sociedad Francesa de Cinématographie (SFC) y La Sociedad de las Películas Sirius
- Sociedades de distribución: La Sociedad de las Películas Sirius, René Chateau Video, TF1 Vídeo
- Formato: Negro y blanco - 1,37:1 - 35 mm - Su mono
- País de origen: Franciaborde|20x20px
- Género: Película musical
- Duración: 1h16

## Reparto
- Luis Mariano: Marco Da Costa
- Nicole Maurey: Manina
- Jean Tissier: Maxime Saintal
- Marthe Mercadier: Annette
- Olivier Hussenot: El chófer
- Louis Bugette: Casimir
- Lucien Hector